# Niviventer excelsior
Niviventer excelsior är en däggdjursart som först beskrevs av Thomas 1911.  Niviventer excelsior ingår i släktet Niviventer och familjen råttdjur. IUCN kategoriserar arten globalt som livskraftig. Inga underarter finns listade i Catalogue of Life.
Denna gnagare förekommer i bergstrakter i södra Kina i provinserna Sichuan och Yunnan. Den lever i regioner som ligger 2300 till 3000 meter över havet. Habitatet utgörs av bergsskogar.
Arten når en kroppslängd (huvud och bål) av 127 till 175 mm och en svanslängd av 190 till 213 mm. Den har 31 till 33 mm långa bakfötter och 22 till 27 mm långa öron. Ovansidan är täckt av gråbrun päls som har på kroppens sidor orange skugga. Det finns en tydlig gräns mot den vita undersidan. Även svansen är uppdelad i en mörkbrun ovansida och en ljusbrun till vit undersida. Kännetecknande är en mörk fläck framför varje öga.